# Nuikonvuori
Nuikonvuori är en kulle i Finland.   Den ligger i den ekonomiska regionen  Åbo ekonomiska region  och landskapet Egentliga Finland, i den sydvästra delen av landet, 170 km väster om huvudstaden Helsingfors. Toppen på Nuikonvuori är 22 meter över havet. Nuikonvuori ligger på ön Rimito.
Terrängen runt Nuikonvuori är platt. Havet är nära Nuikonvuori österut. Runt Nuikonvuori är det glesbefolkat, med 14 invånare per kvadratkilometer. Närmaste större samhälle är Nådendal, 10,1 km nordost om Nuikonvuori. I omgivningarna runt Nuikonvuori växer i huvudsak barrskog.